# LaVern E. Weber

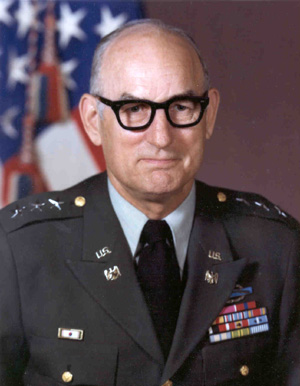
LaVern E. Weber

LaVern Erick Weber (oft auch fälschlicherweise La Vern oder Lavern; * 3. September 1923 in Lone Wolf, Oklahoma; † 30. Dezember 1999 in Perry, Oklahoma) war ein Generalleutnant der United States Army. Er war unter anderem Kommandeur des National Guard Bureau (NGB).

## Leben
LaVern Weber war ein Sohn von Alvin Adolph Friedrich Weber (1900–1976) und dessen Frau Christina Neumann (1903–1982). Er besuchte die öffentlichen Schulen seiner Heimat und studierte für einige Zeit an der University of Oklahoma. Während des Zweiten Weltkriegs diente er im United States Marine Corps. Dort wurde er auf der Officer Candidate School zum Offizier ausgebildet. Nach Kriegsende gehörte er bis zum Jahr 1948 der Reserve des Marine Corps an.
Dann trat er der Oklahoma National Guard bei. Dort gehörte er der 45. Infanteriedivision an, mit der er im Koreakrieg eingesetzt war. Auch in der Folge verblieb er bei dieser Einheit, wo er immer weiter in den Offiziersrängen aufstieg. Am Ende brachte er es in dieser Einheit bis zum Stabschef. Im Jahr 1955 absolvierte er zudem das Command and General Staff College der United States Army in Fort Leavenworth in Kansas. Im Jahr 1965 wurde er Kommandeur der Nationalgarde von Oklahoma.
Zwischen 1971 und 1974 leitete LaVern Weber die Army National Guard. Am 16. August 1974 übernahm er von Francis S. Greenlief das Kommando über das NGB. Diese Aufgabe bekleidete er bis zum 15. August 1982, als er von Emmett H. Walker abgelöst wurde. Er war der erste Kommandeur dieser Einrichtung, der den Rang eines Drei-Sterne-Generals innehatte. Danach wurde er zum Stab des United States Army Forces Command versetzt, wo er als Mobilisierungsberater tätig war. Gleichzeitig war er dort auch für Angelegenheiten der Reserve zuständig. Im Jahr 1984 schied er aus dem Militärdienst aus.
Nach seiner Pensionierung war er bis 1993 Geschäftsführer der National Guard Association of the United States. Er war auch als Firmenberater für Verteidigungsangelegenheiten tätig. Ansonsten verbrachte er seinen Lebensabend auf seiner Farm in Perry. Dort starb er am 30. Dezember 1999 bei einem Arbeitsunfall. Er wurde auf dem Oklahoma Veterans Cemetery in Oklahoma City beigesetzt.

## Orden und Auszeichnungen
LaVern Weber erhielt im Lauf seiner militärischen Laufbahn unter anderem folgende Auszeichnungen:
- Army Distinguished Service Medal[3]
- Legion of Merit[3]
- Good Conduct Medal des Marine Corps
- Army of Occupation Medal
- American Campaign Medal
- World War II Victory Medal
- National Defense Service Medal
- Armed Forces Reserve Medal
- Korean Service Medal
- United Nations Service Medal Korea (UNO)
- Presidential Unit Citation (Südkorea)